# Audi 80 I
Cet article concerne la première génération de l’Audi 80. Pour des informations générales sur l’Audi 80, consultez Audi 80.
L'Audi 80 B1 (type 80 ou type 82 à partir de 1976) est une berline d'Audi NSU Auto Union AG et elle est arrivée sur le marché allemand au début de l'été 1972 en tant que successeur de l'Audi F103.
Ce n'est qu'en mars 1973 qu'Audi la présente officiellement au Salon international de l'automobile de Genève. L'Audi 80 a également servi de base à la Volkswagen Passat, qui a été proposée à partir de mai 1973, mais seulement proposée en berline à hayon ou en break.
La voiture deux ou quatre portes avec un moteur essence à quatre cylindres installé longitudinalement et une traction avant a été remplacée à la fin de l'été 1978 par l'Audi 80 B2 qui a la même technologie.

## Historique du modèle

### Type 80 (1972-1976)

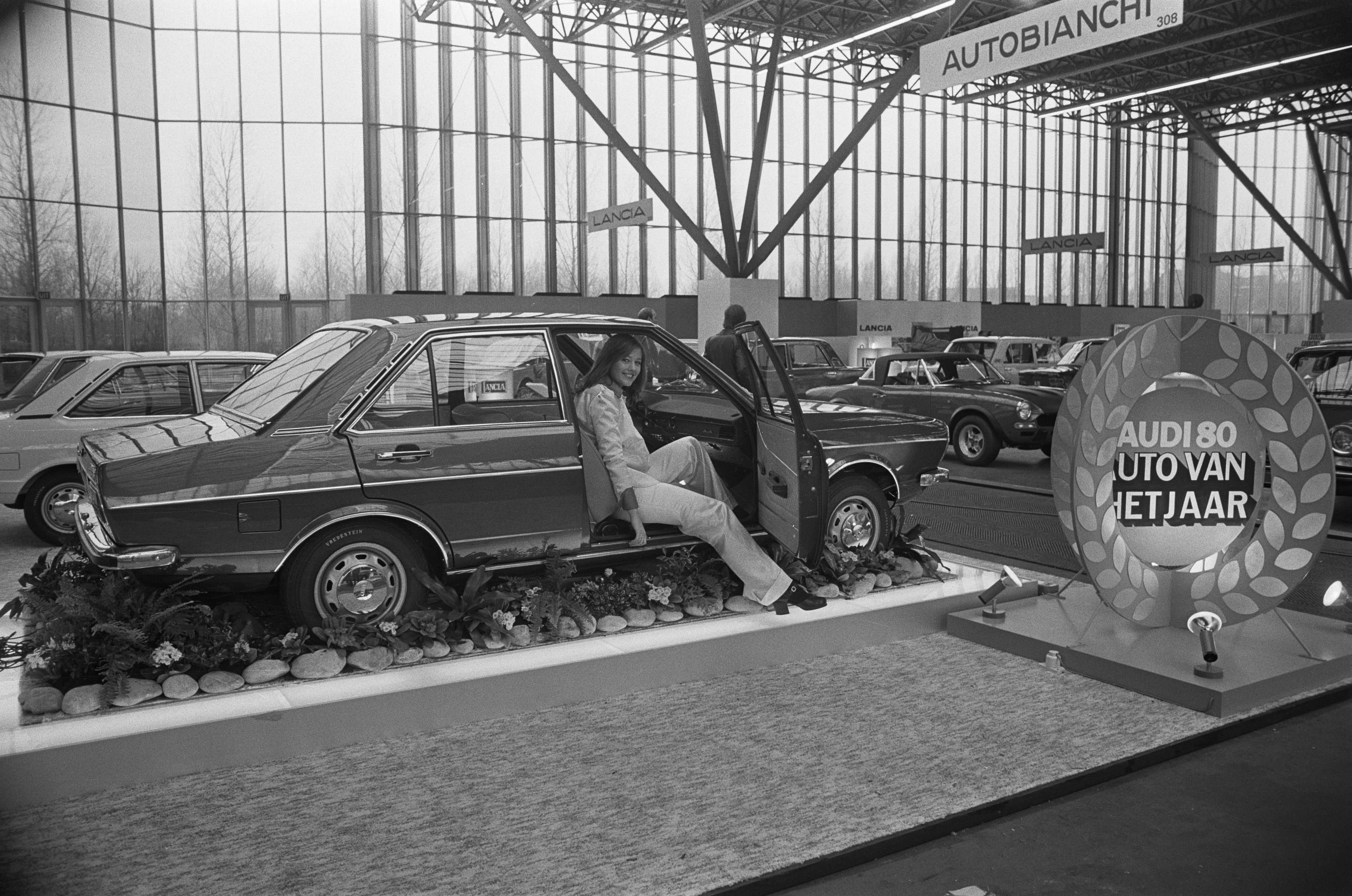
Audi 80 B1 à la RAI 1973

La première Audi 80 a été mise en vente en juin 1972. Son concept moderne avec des moteurs nouvellement développés devait ouvrir la voie aux modèles Audi et Volkswagen des années 1970. Le tout nouveau moteur (EA827) avec arbre à cames en tête et poussoirs à godet avait également un arbre intermédiaire pour entraîner l'allumeur et la pompe à engrenages. Comme la voiture était très légère (la version de 100 ch ne pesait que 900 kg) et que les moteurs étaient très économiques pour l'époque, l'Audi 80 connut un grand succès commercial après le premier choc pétrolier en 1973.
Au début des années 1970, Volkswagen est entré dans une grave crise avec ses véhicules à moteur arrière, comme la Volkswagen Coccinelle, qu'il a pu surmonter avec de nouveaux modèles a moteurs refroidis par eau provenant de la technologie d'Audi. Le premier modèle de Volkswagen avec des moteurs Audi était la Volkswagen Passat présentée au printemps 1973. Jusqu'au montant B, l'Audi 80 B1 et la Volkswagen Passat B1 étaient essentiellement identiques. En plus de la Passat, les moteurs Audi ont également été utilisés dans la Volkswagen Scirocco et la Volkswagen Golf (à partir du printemps 1974 pour les deux) et ont depuis constitué la base de tous les moteurs du groupe Volkswagen pendant de nombreuses années. Les moteurs actuels du Groupe, tels que l'EA888, ont également le même écartement des cylindres que l'EA827, avec lequel ils ne partagent par ailleurs aucune caractéristique structurelle afin de pouvoir utiliser les lignes de cycle établies.
Pour la Passat, non seulement les moteurs mais aussi une grande partie de la carrosserie ont été repris de l'Audi. La première Passat était en fait la version à hayon de l'Audi 80, qui à son tour n'était disponible qu'en berline tricorps. À l'exception du hayon, des phares rectangulaires, d'une suspension arrière légèrement modifiée et d'autres petits détails de carrosserie, la Volkswagen Passat était identique à l'Audi 80. Aux États-Unis, l'Audi 80 était vendue sous le nom d'Audi Fox, la version break s'appelait Audi Fox Station Wagon. Il était fondamentalement identique au Volkswagen Passat Variant, mais il était produit à Ingolstadt.
Dans une légère révision au printemps 1974, la calandre en aluminium a été remplacée par une calandre en plastique.
Pour l'année modèle 1975, les fentes de ventilation du montant C ont été omises et les pare-chocs ont reçu des capuchons en plastique noir sur les coins.

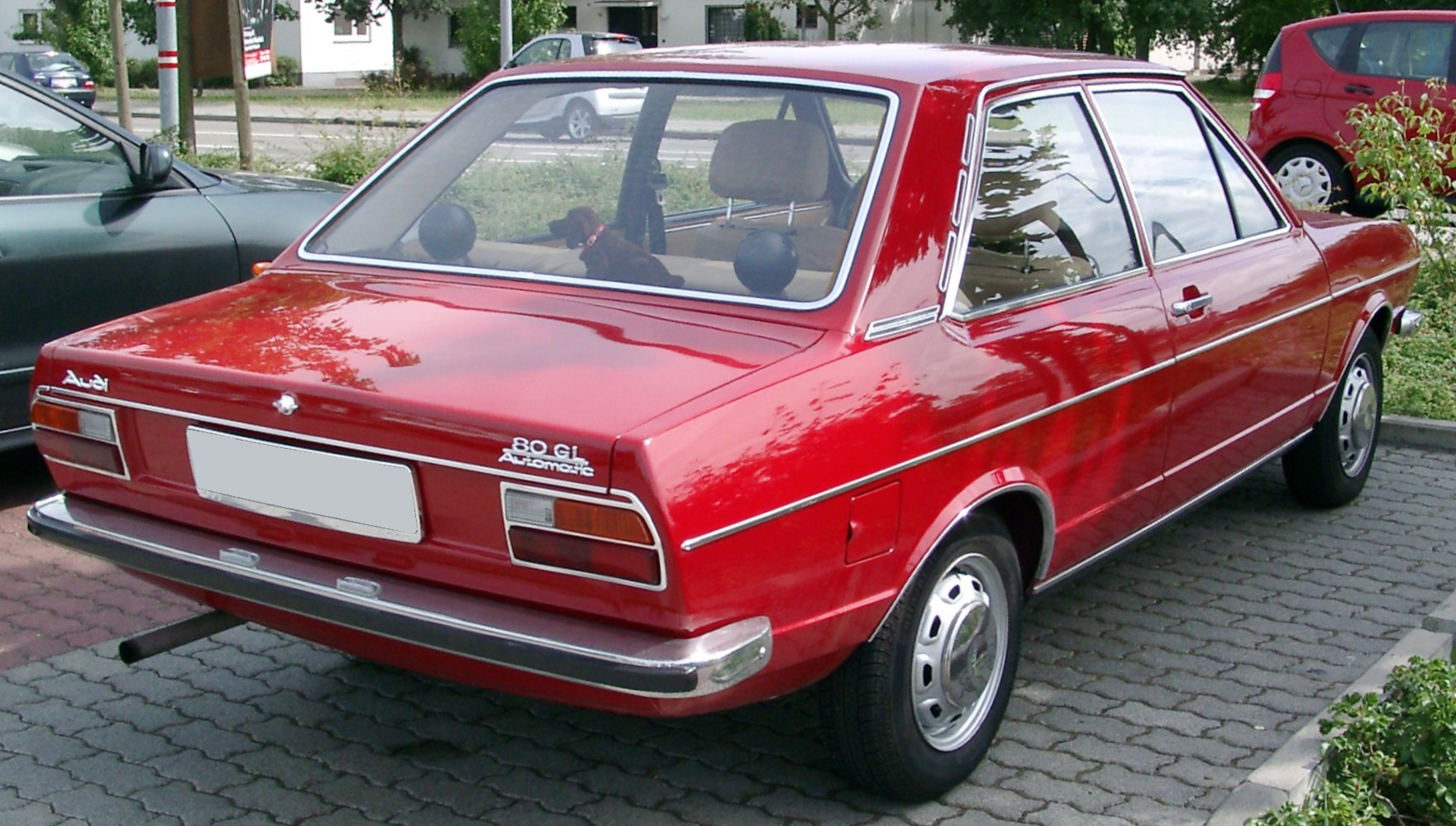
Vue arrière (1972–1974)
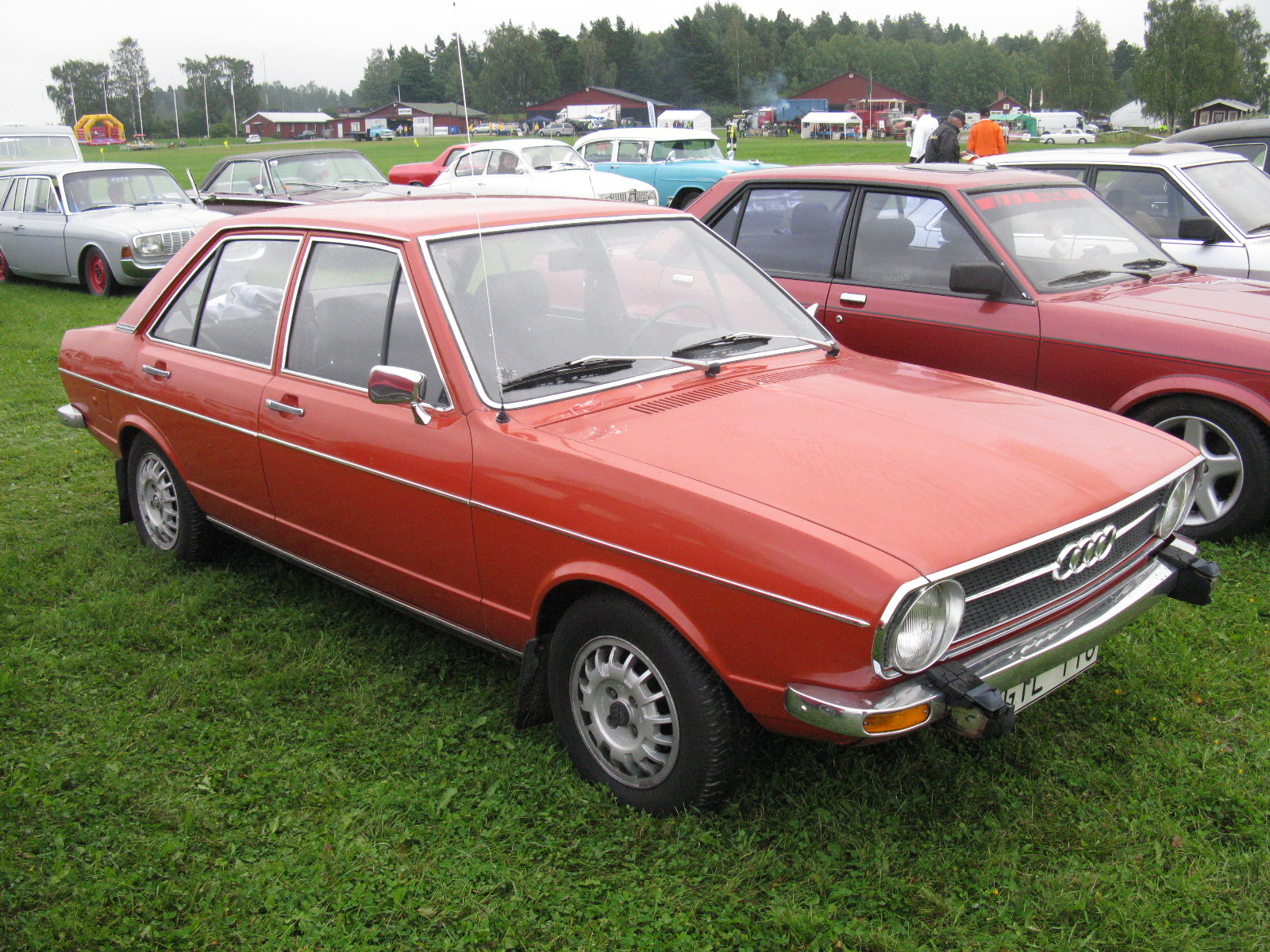
Audi 80 LS en version quatre portes
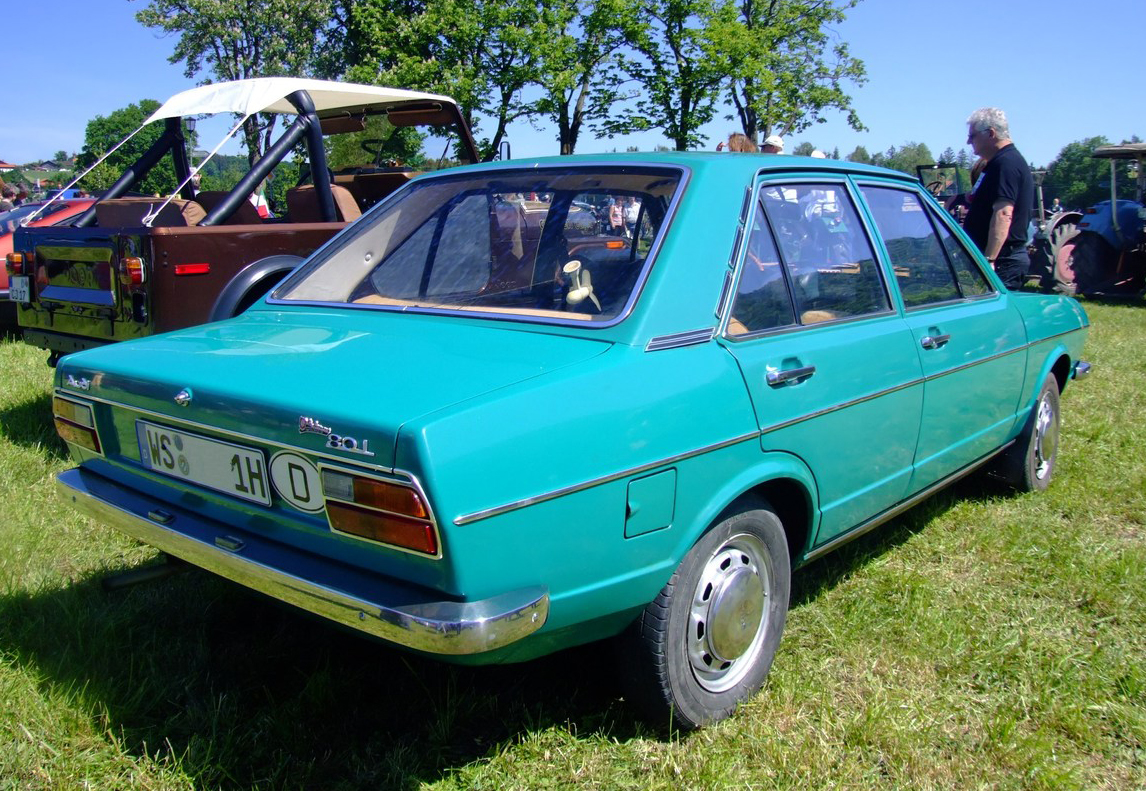
Audi 80 en version quatre portes
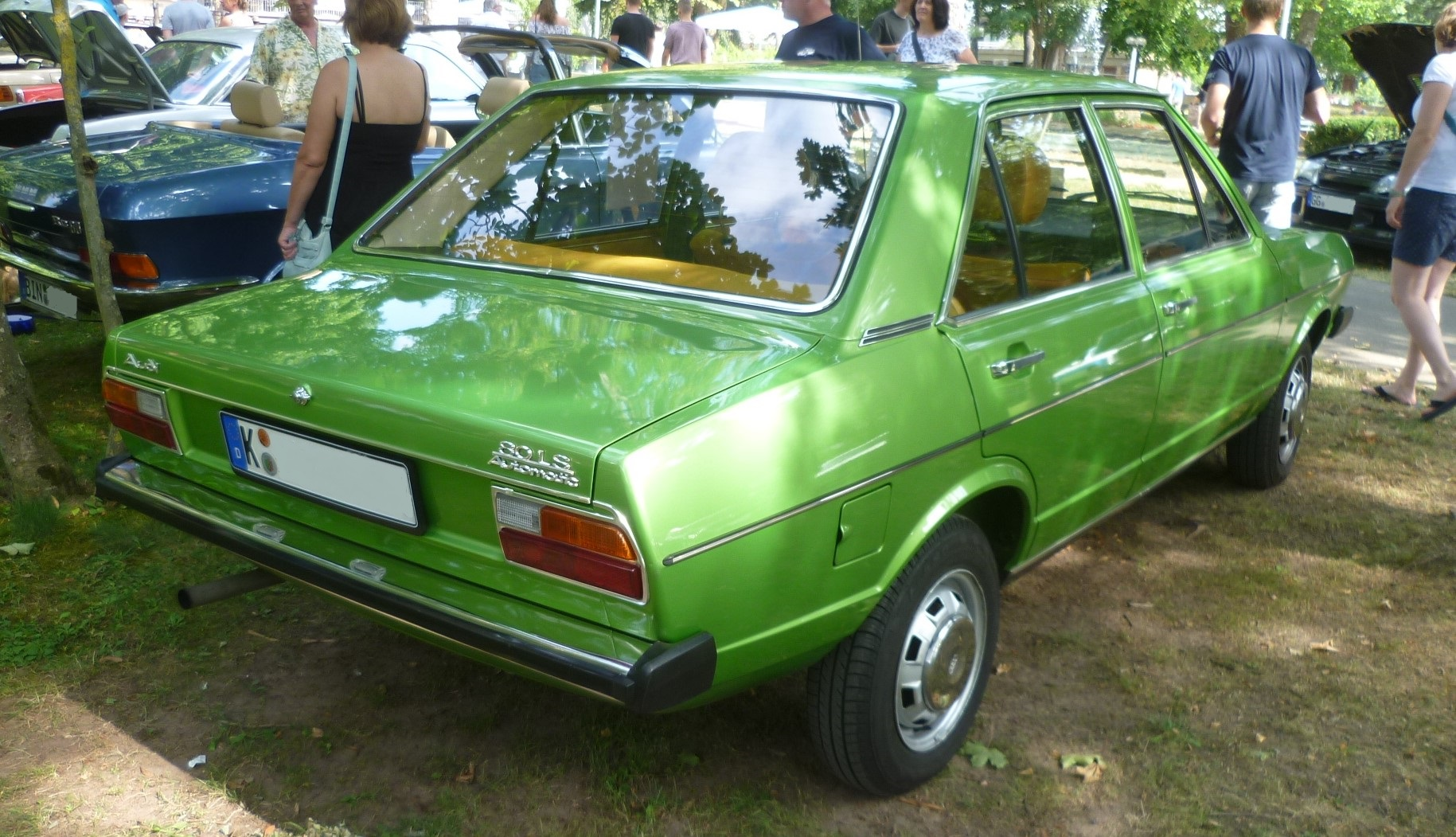
Vue arrière (1974–1976)
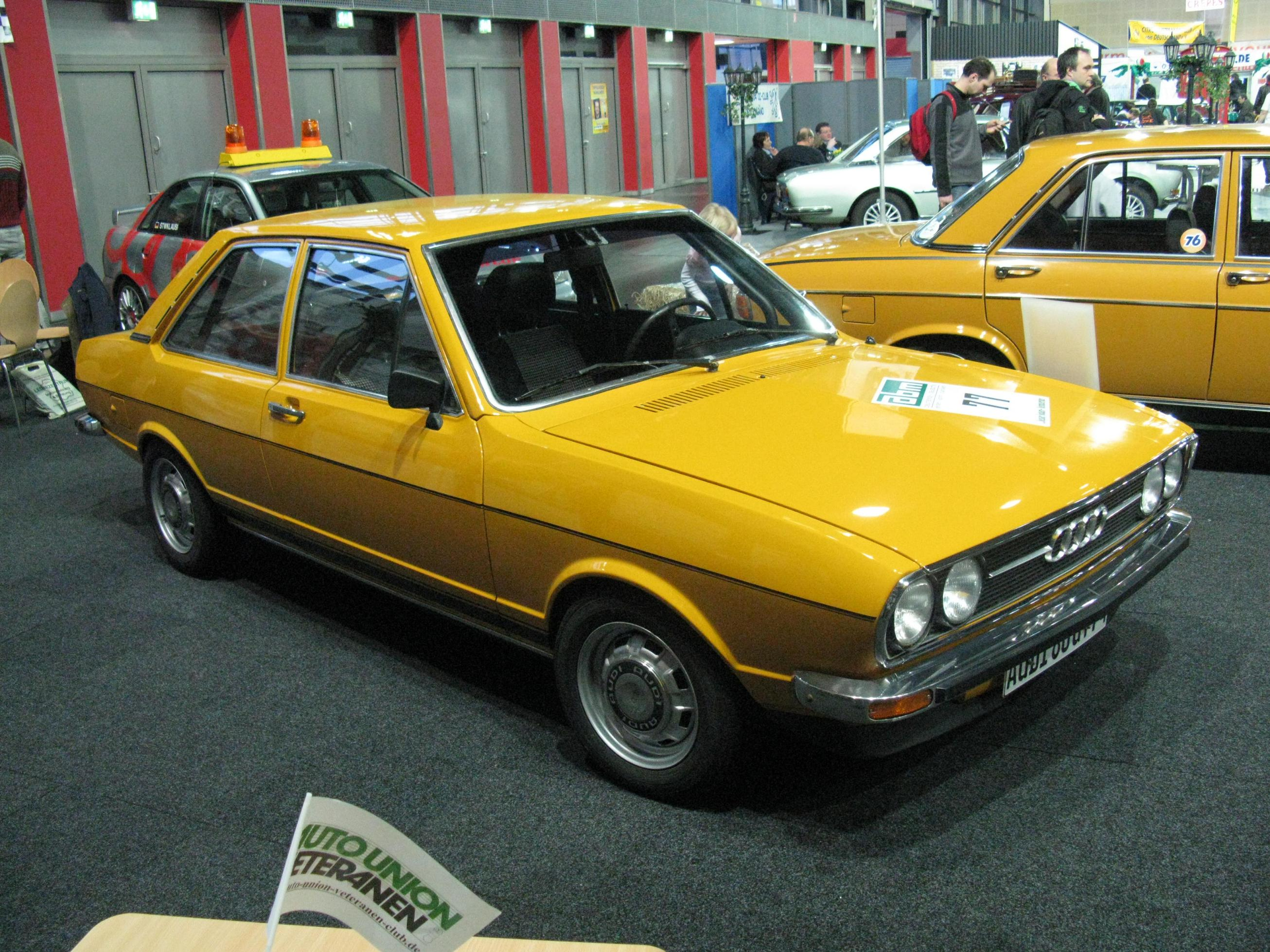
Audi 80 GTE en version deux portes
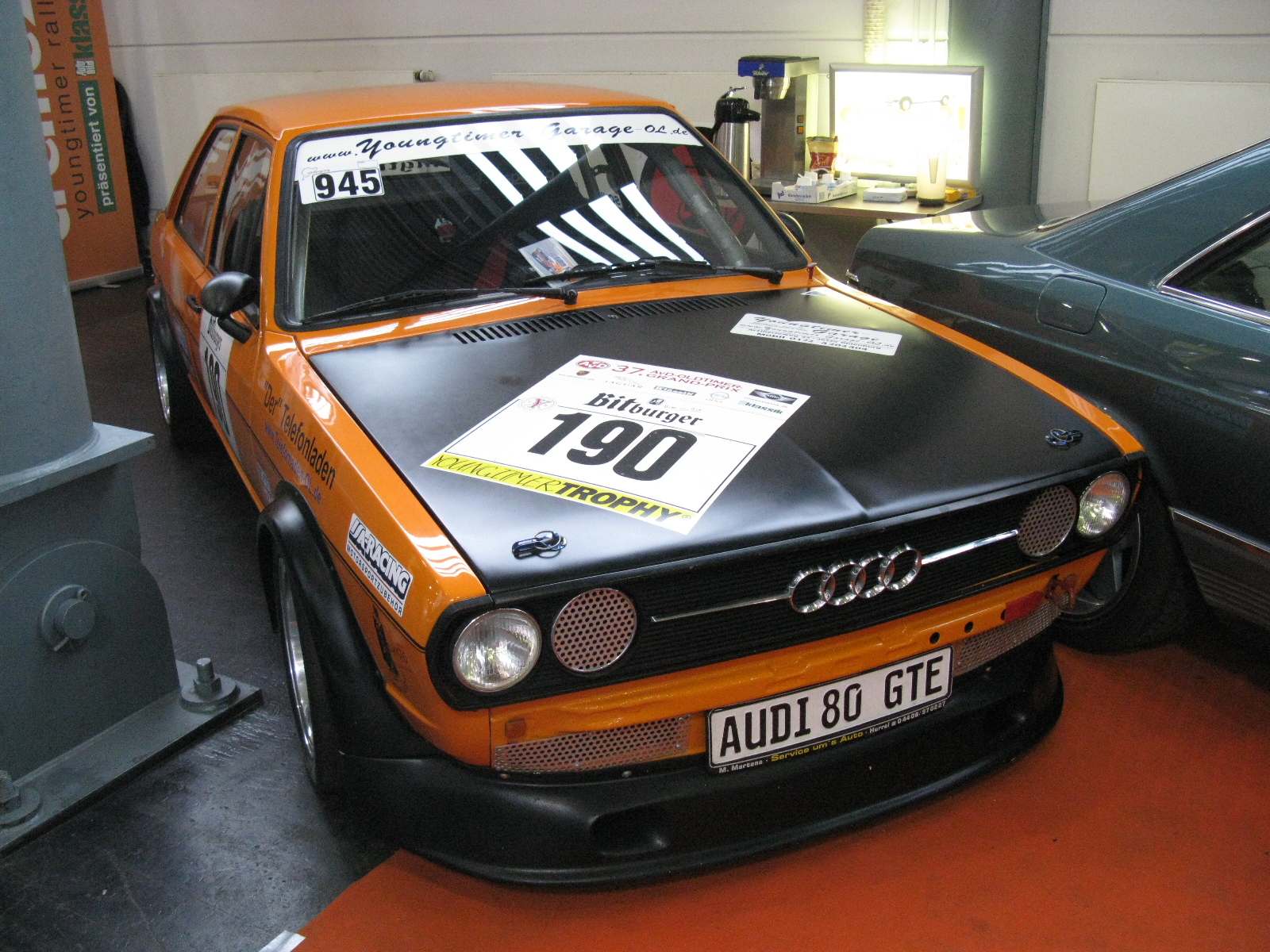
Audi 80 GTE en version course historique
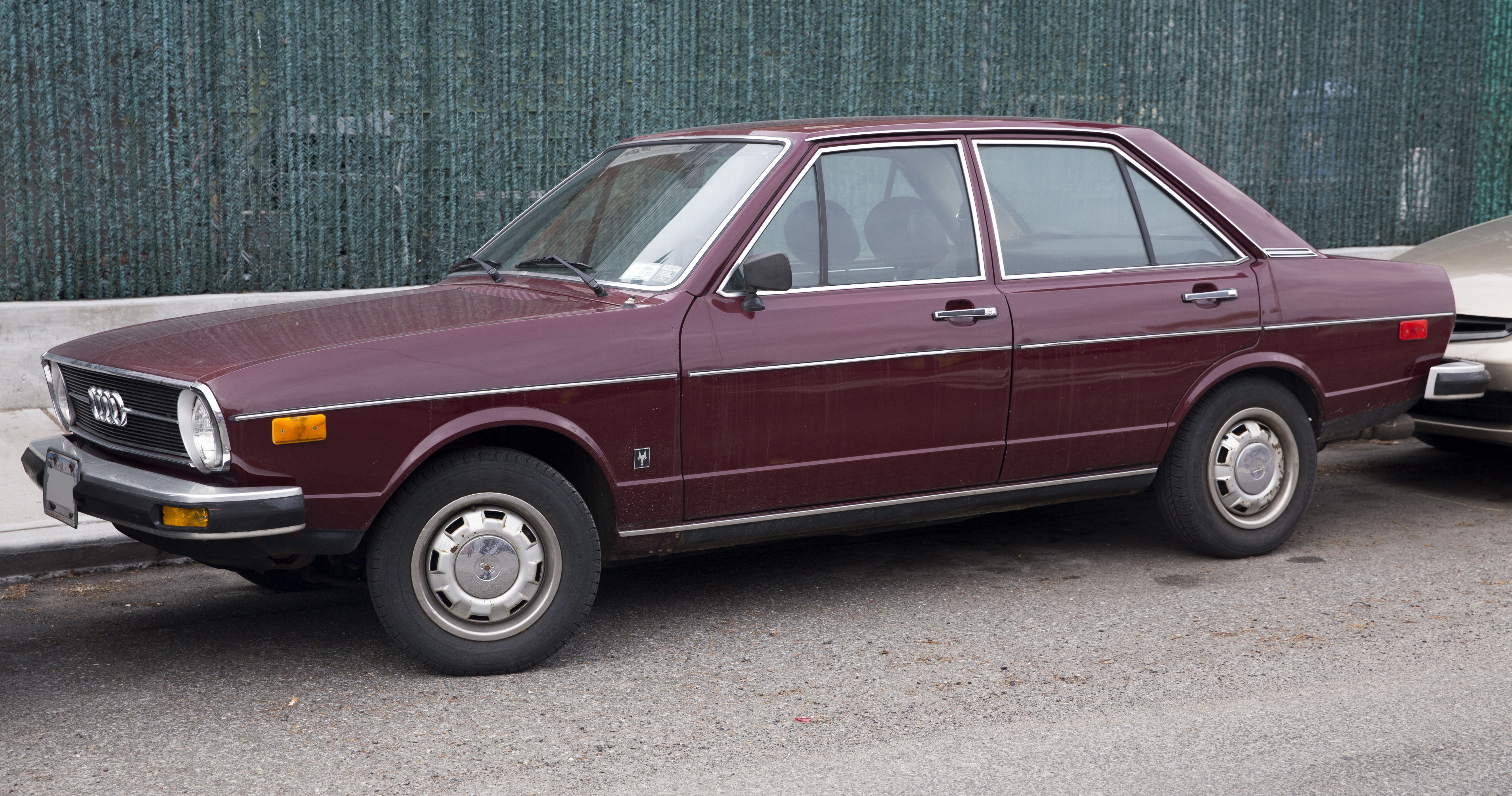
Audi Fox (modèle américain)
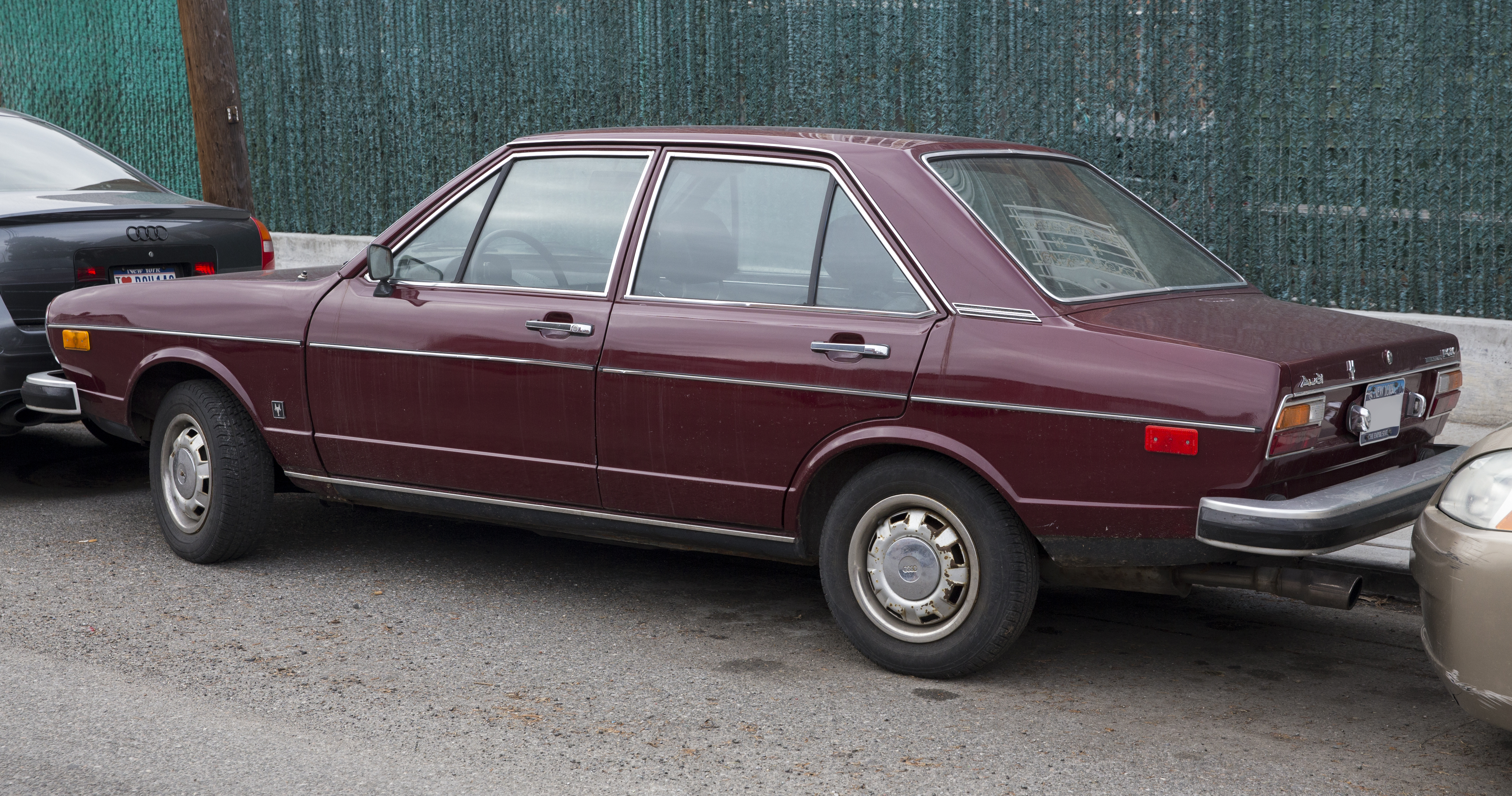
Audi Fox (modèle américain)
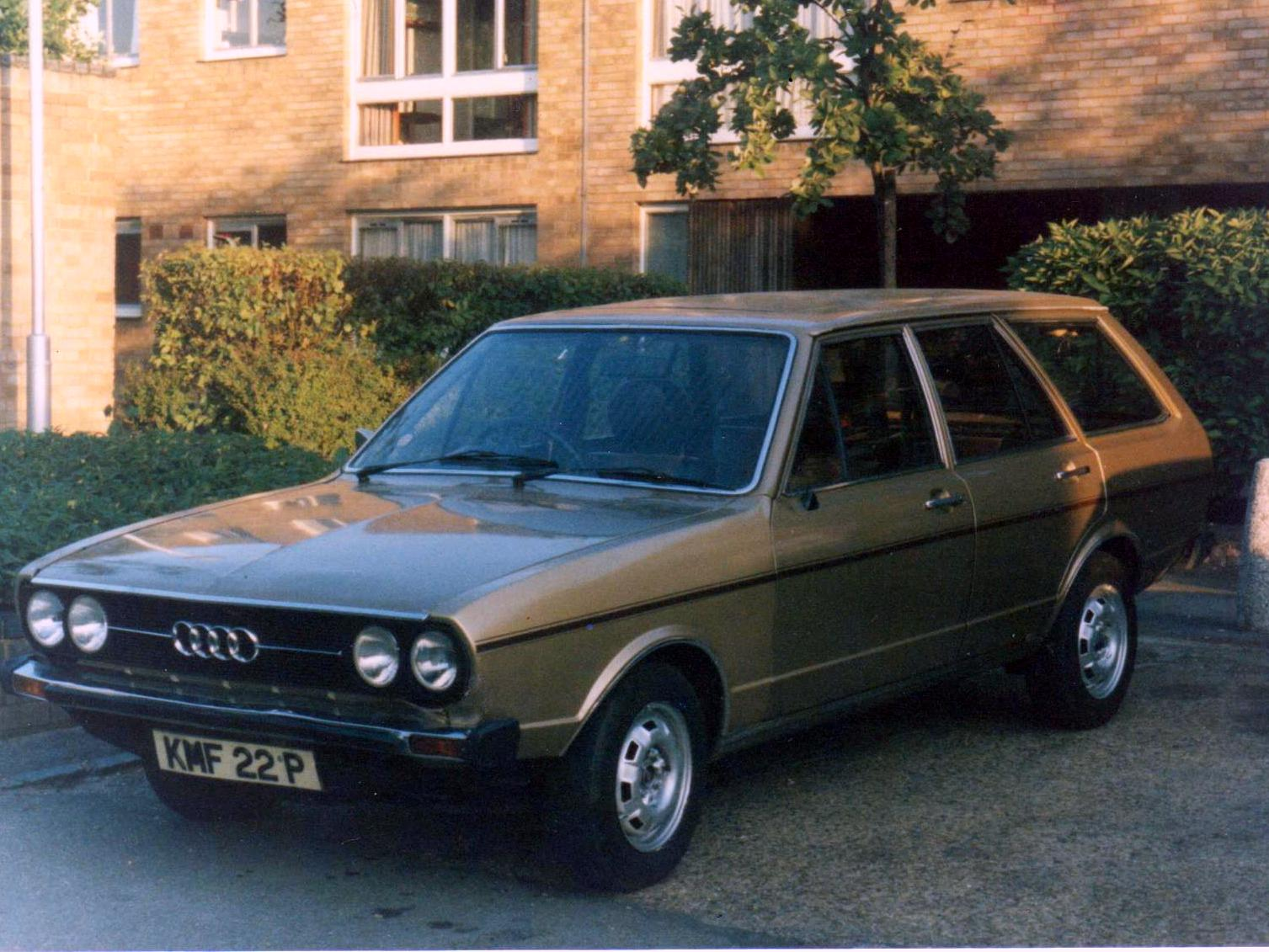
Audi 80 B1 Avant (1975)
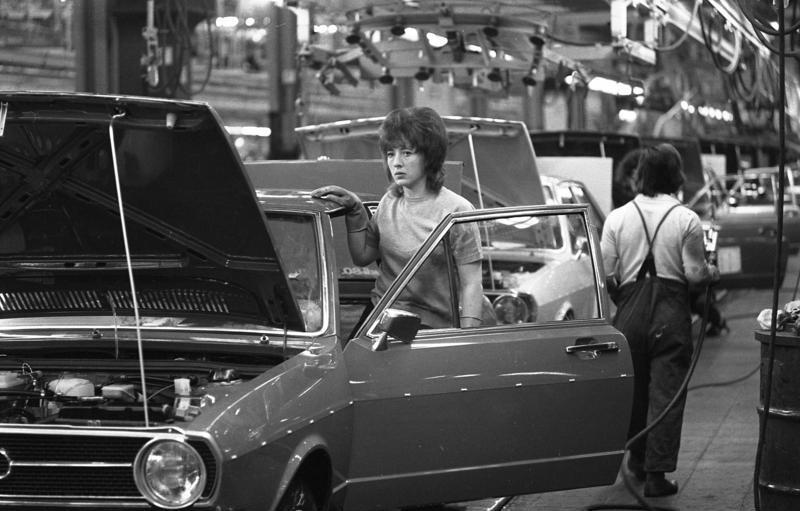
L'Audi 80 a également été assemblée à l'usine Volkswagen de Wolfsburg

### Type 82 (1976-1978)
En août 1976, il y a eu un important lifting, la désignation interne était maintenant Type 82.
La carrosserie a été repris de la nouvelle Audi 100 à l'avant et à l'arrière, la gamme de moteurs a continué à inclure les moteurs de la Type 80, allant de 40,5 kW à 81 kW. La version de 55 kW avait désormais 1,6 litre au lieu de 1,5 litre en raison de la réglementation américaine sur les émissions. Les modèles de 55 kW et 63 kW (85 PS) pouvaient désormais être combinés avec plusieurs gammes d'équipements, les désignations de modèle étaient donc S/LS/GLS.
Le modèle destiné au marché américain était encore connu sous le nom d'Audi Fox; La type 82 était également proposée en Variant, la version break. Un tel break a été ajouté à la collection du musée interne d'Audi AG en 2012. Alors que la Fox était commercialisée via le canal de vente Porsche + Audi, son modèle frère, le Volkswagen Dasher Variant, est entré sur le marché américain via le canal de vente Volkswagen. L'Audi 80 GTE européenne s'appelait Audi Fox GTI aux États-Unis.
Cependant, l'Audi 80 Station Estate était toujours disponible au Royaume-Uni et en Afrique du Sud. Cette version était, en petit nombre, munie d'un film de bois appliqué sur le flanc du véhicule. Pour la Volkswagen Passat B1, qui était fabriquée au Brésil jusqu'en 1988, Volkswagen a repris la partie avant de la Type 82, seul le logo Audi a été remplacé par un emblème Volkswagen.
À partir de janvier 1978, en Allemagne, le modèle spécial « Millionär » était disponible, exclusivement en argent métallisé. Peu de temps avant la fin de la gamme, la "Super 80" a été présentée, elle était disponible avec un équipement de GTE mais avec les niveaux de performance des moteurs de 55, 75 ou 85 ch et en trois couleurs (rouge, bleu et argent métallisé) et limité à 750 exemplaires uniques. Toutes les "Super 80" n'ont été produites qu'en août 1978, peu de temps avant le passage au modèle suivant.
Après 1 103 766 unités produites, l'Audi 80 B1 a finalement été remplacée par l'Audi 80 B2 (Type 81) à la fin du mois d'août 1978. La B1 rencontrant un vif succès sur le marché, la B2 était basée sur le même schéma technique que la B1, mais avec une augmentation des dimensions extérieures.

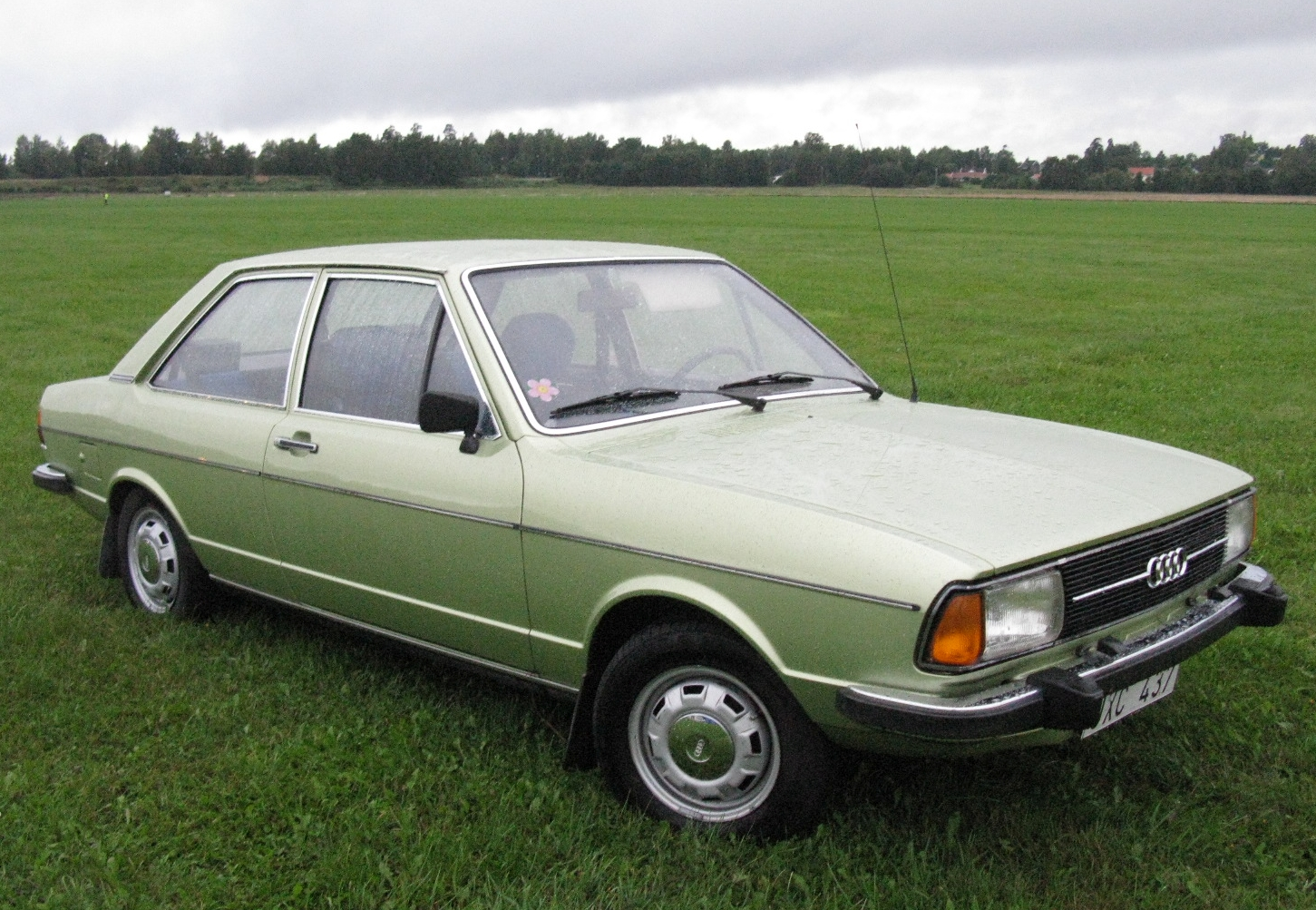
Audi 80
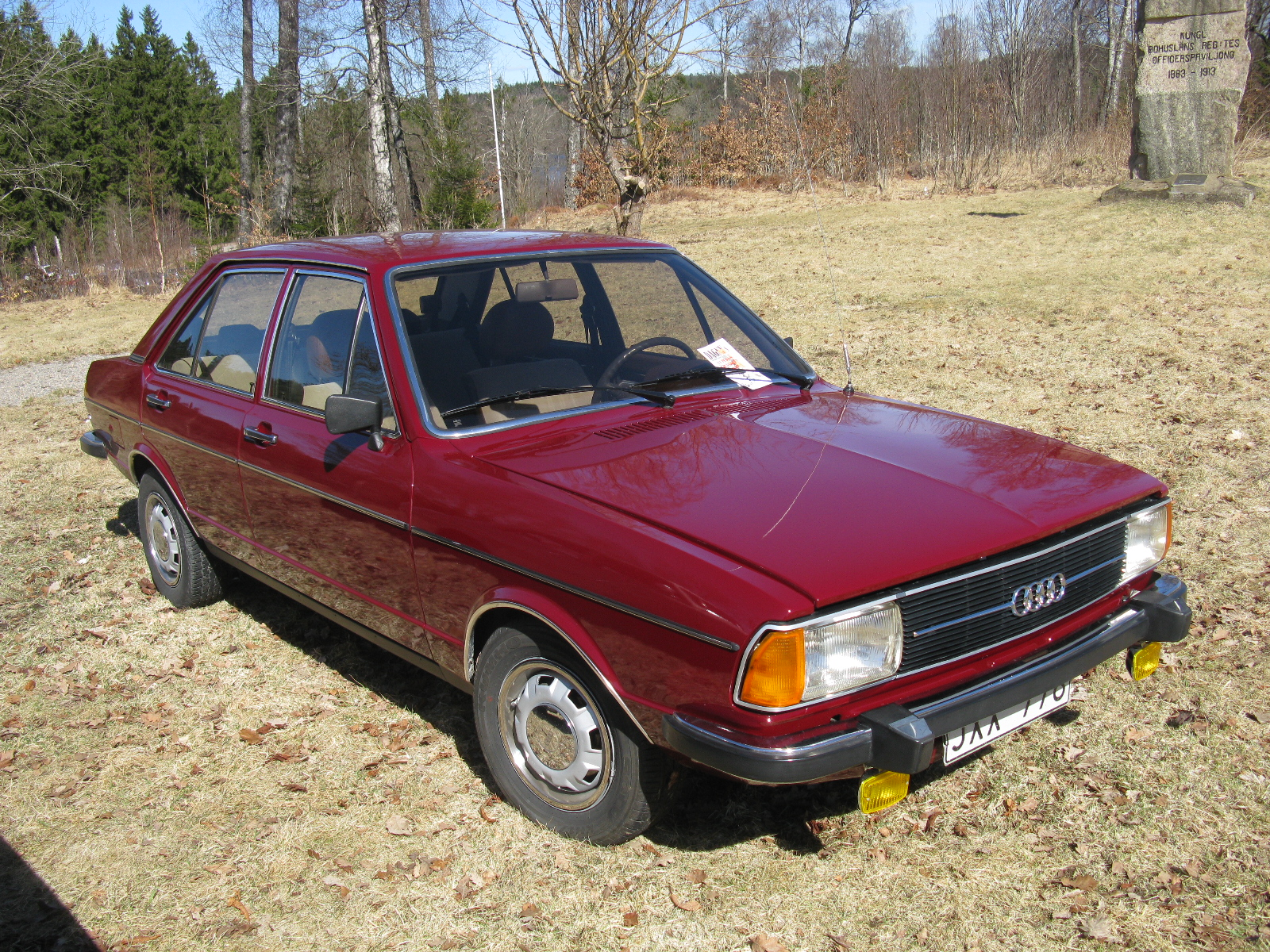
Audi 80 GLS quatre portes de 1977
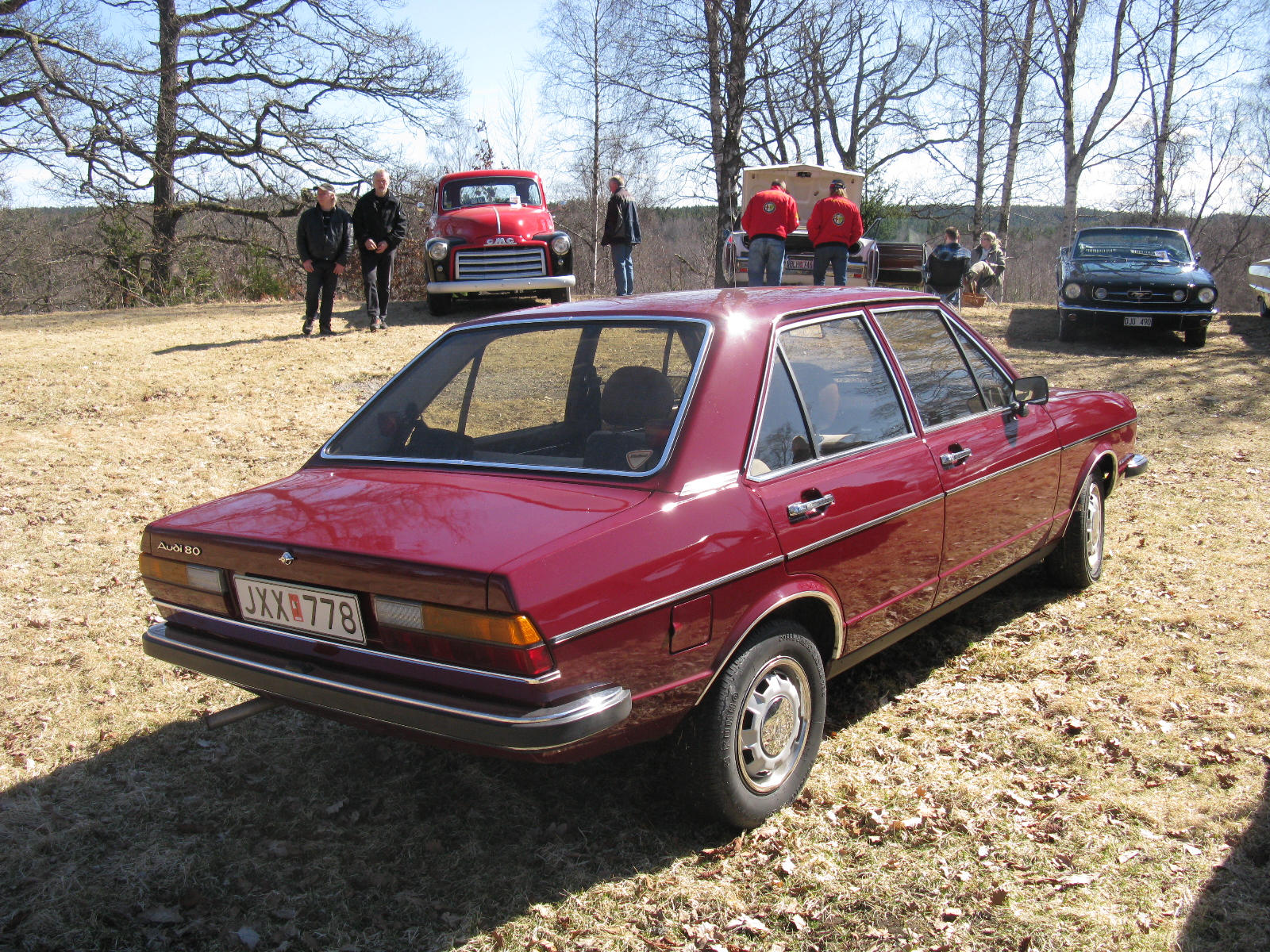
Audi 80 GLS quatre portes de 1977, vue arrière
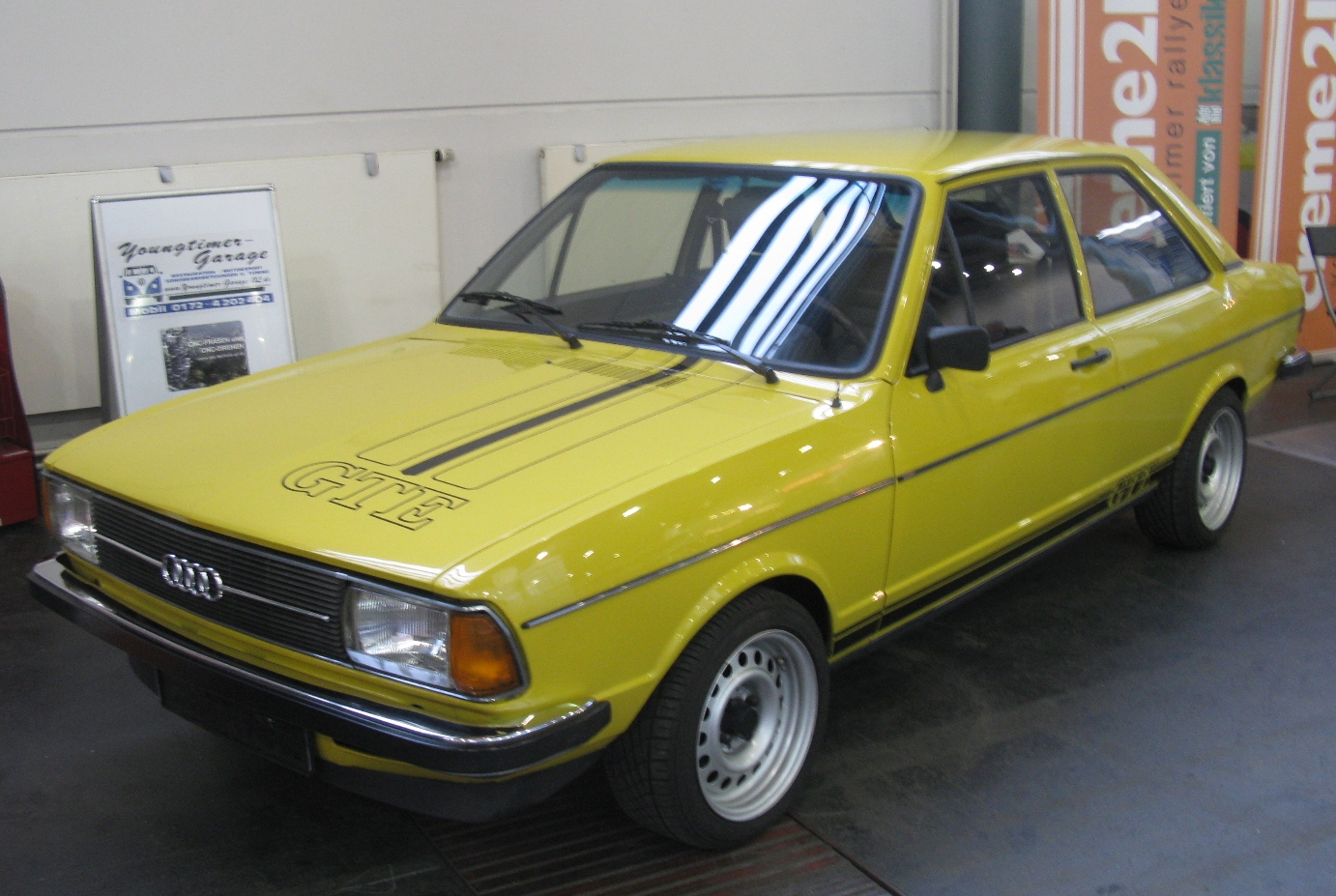
Audi 80 GTE
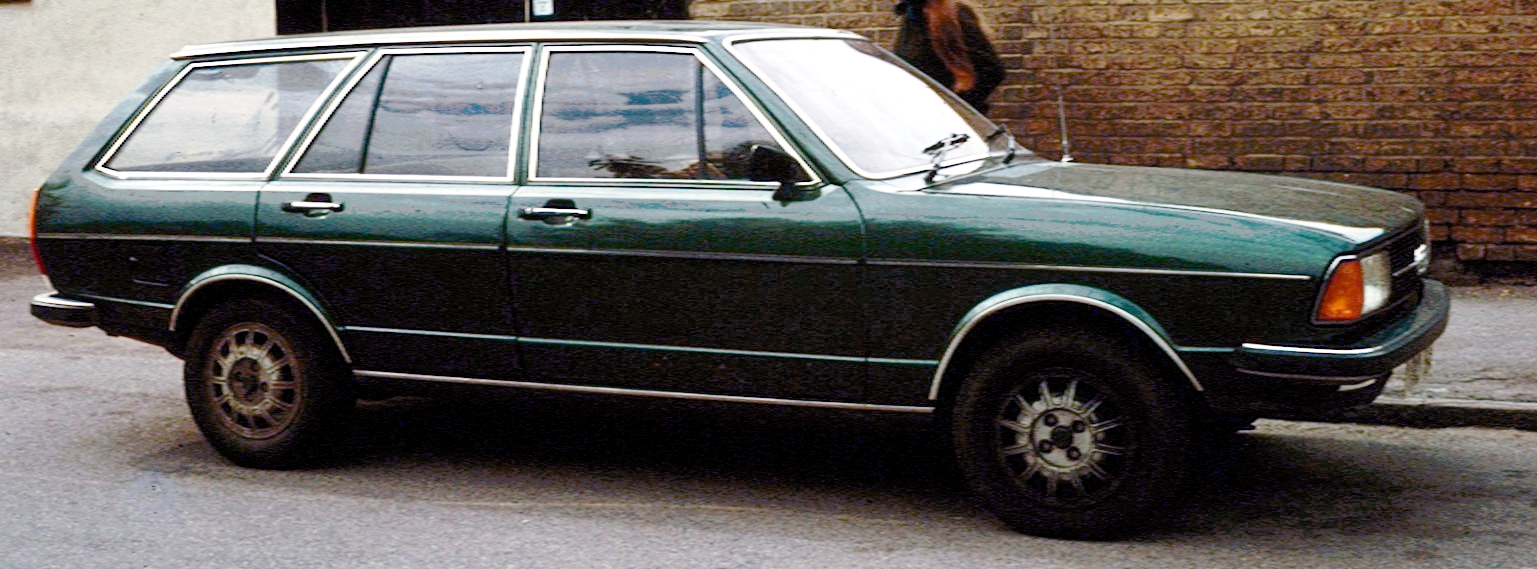
Audi 80 Station Estate (version britannique)

## Variantes
| Modèle                                                                                   | Puissance du moteur |
| ---------------------------------------------------------------------------------------- | ------------------- |
| Audi 80, Audi 80 L (1972–1978)                                                           | 40 kW (55 PS)       |
| Audi 80 S (1972–1975) Audi 80 LS (1972–1978) Audi 80 GLS (1975–1978)                     | 55 kW (75 PS)       |
| Audi 80 GL (1972–1975) Audi 80 LS (1976–1978) Audi 80 GLS (1976–1978) Audi 80 GLX (1978) | 63 kW (85 PS)       |
| Audi 80 GT (1973–1975)                                                                   | 74 kW (100 PS)      |
| Audi 80 GTE (1975–1978)                                                                  | 81 kW (110 PS)      |

"L","GL" et "GT" désignent la variante d'équipement, "S" et "E" le moteur.